# Axel E. Svensson
Axel Einar Svensson, i riksdagen kallad Svensson i Malmö, född 21 januari 1899 i Västra Skrävlinge församling, död 18 juli 1991 i Hörby, var en svensk ombudsman och politiker (socialdemokrat). 
Svensson var ledamot av Malmö stadsfullmäktige 1931–1954, ordförande i drätselkammarens tredje avdelning (motsvarande fastighetsnämnden) 1942–1949 och andre vice ordförande i samfällda drätselkammaren 1943–1949. Han var ordförande i Malmö Kommunala Bostads AB 1950–1952. 
Svensson var ledamot av riksdagens första kammare från 1953, invald i Malmöhus läns valkrets. Han är begravd på Sankt Pauli södra kyrkogård i Malmö.